# Phelsuma pronki
Phelsuma pronki är en ödleart som beskrevs av  Seipp 1994. Phelsuma pronki ingår i släktet Phelsuma och familjen geckoödlor. IUCN kategoriserar arten globalt som akut hotad. Inga underarter finns listade i Catalogue of Life.